# ارنست کسلر
ارنست کسلر (اوکراینی: Ернест Іванович Кеслер؛ ۳۱ ژوئیهٔ ۱۹۳۱ – ۱۵ فوریهٔ ۲۰۰۴) بازیکن فوتبال اهل اتحاد جماهیر شوروی سوسیالیستی بود.
از باشگاه‌هایی که در آن بازی کرده‌است می‌توان به باشگاه فوتبال اوورلا اوژهورود اشاره کرد.